# 1172 км (зупинний пункт)
1172 кіломе́тр — пасажирський залізничний зупинний пункт Лиманської дирекції Донецької залізниці.
Розташований за кількасот метрів від села Солодке Волноваського району Донецької області на лінії Волноваха — Донецьк між станціями Південнодонбаська (3 км) та Оленівка (12 км).
Через військову агресію Росії на сході Україні транспортне сполучення припинене.